# مجله پین
مجله پین، مجله‌ای است در حوزه علوم پزشکی که به صورت اختصاصی به علم Pain پرداخته و توسط انجمن بین‌المللی مطالعه درد نگاشته شده و توسط انتشارات (به انگلیسی: Lippincott Williams & Wilkins) منتشر می‌شود. طبق گزارش استنادی مجلات، ضریب تأثیر این مجله در سال ۲۰۱۴ میزان ۵٫۲۱۳ بوده است.